# Georgie & Mandy's First Marriage
Georgie & Mandy's First Marriage (El primer matrimonio de Georgie y Mandy, en España) es una serie de televisión de comedia de situación estadounidense creada por Chuck Lorre, Steven Molaro y Steve Holland para CBS. La tercera serie de televisión de la franquicia The Big Bang Theory y una serie derivada directa de Young Sheldon, la serie se centra en el matrimonio de los padres jóvenes George «Georgie» Cooper Jr. (Montana Jordan) y Amanda «Mandy» McAllister (Emily Osment). La serie se estrenó el 17 de octubre de 2024. En febrero de 2025, la serie fue renovada para una segunda temporada.

## Reparto

### Principales
- Montana Jordan como Georgie Cooper
- Emily Osment como Mandy McAllister
- Will Sasso como Jim McAllister
- Rachel Bay Jones como Audrey McAllister
- Dougie Baldwin como Connor McAllister
- Jessie Prez como Ruben

### Recurrentes
- Zoe Perry como Mary Cooper
- Annie Potts como Connie Tucker «Meemaw»
- Craig T. Nelson como Dale Ballard
- Raegan Revord como Missy Cooper
- Casey Wilson como Beth
- Dale E. Turner como Roy
- Kara Arena as Chloe

### Invitados
- Sarah Baker como Sheryl Hutchins
- Matt Hobby como Pastor Jeff Difford
- Lance Barber como George Cooper
- Doc Farrow como Wayne Wilkins

## Episodios
| N.º | Título                                        | Dirigido por    | Escrito por                                                                                           | Fecha de emisión original | Código de prod. | Audiencia (millones) |
| --- | --------------------------------------------- | --------------- | --- | ------------------------- | --------------- | -------------------- |
| 1   | «The 6:10 to Lubbock»                         | Mark Cendrowski | Chuck Lorre, Steven Molaro y Steve Holland                                                            | 17 de octubre de 2024     | T12.19101       | 6.56                 |
| 2   | «Some New York Nonsense»                      | Mark Cendrowski | Guion de: Steven Molaro y Connor Kilpatrick Historia de: Steve Holland y Jim Reynolds                 | 24 de octubre de 2024     | T12.19102       | 6.40                 |
| 3   | «Secrets, Lies and a Chunk of Change»         | Mark Cendrowski | Guion de: Steve Holland y Connor Kilpatrick Historia de: Chuck Lorre y Steven Molaro                  | 31 de octubre de 2024     | T12.19103       | 6.19                 |
| 4   | «Todd's Mom»                                  | Mark Cendrowski | Guion de: Steven Molaro y Nadiya Chettiar Historia de: Chuck Lorre y Steve Holland                    | 7 de noviembre de 2024    | T12.19106       | 6.15                 |
| 5   | «Thanksgiving»                                | Mark Cendrowski | Guion de: Steve Holland y Jim Reynolds Historia de: Steven Molaro y Connor Kilpatrick                 | 14 de noviembre de 2024   | T12.19105       | 6.39                 |
| 6   | «A Regular Samaritan»                         | Mark Cendrowski | Guion de: Steven Molaro y Nadiya Chettiar Historia de: Chuck Lorre y Steve Holland                    | 5 de diciembre de 2024    | T12.19104       | 6.18                 |
| 7   | «An Old Mustang»                              | Mark Cendrowski | Guion de: Steve Holland y Connor Kilpatrick Historia de: Steven Molaro y Jim Reynolds                 | 12 de diciembre de 2024   | T12.19107       | 6.51                 |
| 8   | «Diet Crap»                                   | Mark Cendrowski | Guion de: Steven Molaro y Connor Kilpatrick Historia de: Steve Holland y Rachel Intrieri              | 30 de enero de 2025       | T12.19108       | 6.38                 |
| 9   | «A Tire Convention and the Moral High Ground» | Mark Cendrowski | Guion de: Steve Holland y Jim Reynolds Historia de: Steven Molaro y Nadiya Chettiar                   | 6 de febrero de 2025      | T12.19109       | 6.59                 |
| 10  | «A House»                                     | Mark Cendrowski | Guion de: Steven Molaro y Connor Kilpatrick Historia de: Steve Holland y Nadiya Chettiar              | 13 de febrero de 2025     | T12.19110       | 6.49                 |
| 11  | «Working for the Enemy»                       | Mark Cendrowski | Guion de: Steve Holland y Jim Reynolds Historia de: Chuck Lorre y Steven Molaro                       | 20 de febrero de 2025     | T12.19111       | 6.57                 |
| 12  | «Typhoid Georgie»                             | Mark Cendrowski | Guion de: Steven Molaro y Nadiya Chettiar Historia de: Steve Holland y Connor Kilpatrick              | 27 de febrero de 2025     | T12.19112       | 6.46                 |
| 13  | «McAllister Auto Loves the Ladies»            | Mark Cendrowski | Guion de: Steve Holland y Jim Reynolds Historia de: Steven Molaro y Connor Kilpatrick                 | 6 de marzo de 2025        | T12.19113       | 6.91                 |
| 14  | «A Sportsbook and a Breakup»                  | Mark Cendrowski | Guion de: Chuck Lorre, Steven Molaro y Connor Kilpatrick Historia de: Steve Holland y Nadiya Chettiar | 13 de marzo de 2025       | T12.19114       | 6.27                 |
| 15  | «Goddess of the Music Store»                  | Nikki Lorre     | Guion de: Chuck Lorre y Steve Holland Historia de: Steven Molaro y Jim Reynolds                       | 3 de abril de 2025        | T12.19115       | 5.93                 |
| 16  | «Baby Fight»                                  | Mark Cendrowski | Guion de: Steve Holland y Nadiya Chettiar Historia de: Steven Molaro y Connor Kilpatrick              | 10 de abril de 2025       | T12.19116       | 5.98                 |
| 17  | «Two Idiots on a Dirt Bike»                   | Mark Cendrowski | Guion de: Chuck Lorre y Steven Molaro Historia de: Steve Holland y Laura Willcox                      | 17 de abril de 2025       | T12.19117       | 5.80                 |
| 18  | «TV Money»                                    | Nikki Lorre     | Guion de: Steve Holland y Connor Kilpatrick Historia de: Steven Molaro y Danny Rivera                 | 24 de abril de 2025       | T12.19118       | 5.93                 |
| 19  | «Snitch v. Deadbeat»                          | Mark Cendrowski | Guion de: Steven Molaro y Jim Reynolds Historia de: Steve Holland y Nadiya Chettiar                   | 1 de mayo de 2025         | T12.19119       | 5.63                 |
| 20  | «Ladies Love Brunch»                          | Mark Cendrowski | Guion de: Steve Holland y Connor Kilpatrick Historia de: Steven Molaro y Jamie Laski                  | 8 de mayo de 2025         | T12.19120       | 5.64                 |
| 21  | «Guilt Boots»                                 | Mark Cendrowski | Guion de: Steven Molaro y Jim Reynolds Historia de: Steve Holland, Nadiya Chettiar y Rachel Intrieri  | 15 de mayo de 2025        | T12.19121       | 5.62                 |
| 22  | «Big Decisions»                               | Mark Cendrowski | Guion de: Chuck Lorre y Connor Kilpatrick Historia de: Steve Holland y Steven Molaro                  | 15 de mayo de 2025        | T12.19122       | 6.00                 |

## Producción

### Desarrollo
En enero de 2024, se anunció que CBS estaba desarrollando una serie derivada de Young Sheldon. En marzo de 2024, se anunció que CBS había dado luz verde a la serie derivada de Young Sheldon.
La serie derivada se centra en los personajes de los padres jóvenes casados Georgie Cooper (Montana Jordan) y su esposa Mandy McAllister (Emily Osment) «afrontando los desafíos de la edad adulta, la parentalidad y el matrimonio». También se anunció que los cocreadores Chuck Lorre, Steven Molaro y Steve Holland escribirían y serían productores ejecutivos de la serie. En mayo de 2024, se anunció el título de la serie, Georgie & Mandy's First Marriage, y la serie se estrenaría en el otoño de 2024 en CBS.
Las productoras involucradas en la serie son Chuck Lorre Productions y Warner Bros. Television Studios. En octubre de 2024, CBS dio a la serie una orden de temporada completa, lo que hace un total de 22 episodios. El 20 de febrero de 2025, CBS renovó la serie para una segunda temporada.

### Selección de reparto
En marzo de 2024, se anunció que Montana Jordan y Emily Osment repetirán sus personajes, George «Georgie» Cooper Jr. y Amanda «Mandy» McAllister, de El joven Sheldon. En mayo de 2024, se informó que Will Sasso y Rachel Bay Jones retomarían sus papeles como los padres de Mandy como parte del reparto principal.
En julio de 2024, se anunció que Zoe Perry, Annie Potts y Raegan Revord serían estrellas invitadas de la serie, retomando sus personajes, Mary Cooper, Connie Tucker y Missy Cooper, de El joven Sheldon. El mismo mes se anunció que Dougie Baldwin había sido elegido para el papel de Connor McAllister, hermano de Mandy, y Jessie Prez para el de Rubén, un empleado de la tienda de neumáticos de Jim. Baldwin sustituye a Joseph Apollonio, quien originalmente interpretó a Connor en El joven Sheldon. En septiembre de 2024, se informó de que Craig T. Nelson sería una estrella invitada, retomando su papel de Dale Ballard. En noviembre de 2024, se anunció que Matt Hobby sería una estrella invitada, retomando su papel del pastor Jeff Difford. En diciembre de 2024, se anunció que Doc Farrow retomaría su papel como el entrenador Wilkins, el mejor amigo de George y compañero de trabajo en Medford High School. En enero de 2025, se anunció que Lance Barber retomaría su papel como George Cooper en una secuencia de sueño.

### Rodaje
El rodaje de la serie se realiza ante un público en directo en los estudios Warner Bros. Studios, Burbank, en el plató de sonido donde anteriormente se rodó The Big Bang Theory. La serie comenzó a rodarse en julio de 2024.

## Emisión
La serie se estrenó el 17 de octubre de 2024 a través de CBS.

## Recepción

### Respuesta crítica
En el sitio web de agregador de reseñas Rotten Tomatoes la serie tiene un índice de aprobación del 88%, basándose en 8 reseñas, con una calificación promedio de 9/10. En Metacritic, tiene una puntuación media ponderada de 61 sobre 100 basada en 8 críticas, lo que indica reseñas «generalmente favorables».

### Audiencia
| N.º | Título                                        | Fecha de emisión        | ÍA (18–49) | Audiencia (millones) | DVR (18–49) | Audiencia DVR (millones) | Total (18–49) | Audiencia total (millones) | Ref(s) |
| --- | --------------------------------------------- | ----------------------- | ---------- | -------------------- | ----------- | ------------------------ | ------------- | -------------------------- | ------ |
| 1   | «The 6:10 to Lubbock»                         | 17 de octubre de 2024   | 0.5/5      | 6.56                 | 0.2         | 1.93                     | 0.7           | 8.50                       | [ 5 ]  |
| 2   | «Some New York Nonsense»                      | 24 de octubre de 2024   | 0.5/6      | 6.40                 | 0.1         | 1.69                     | 0.7           | 8.10                       | [ 6 ]  |
| 3   | «Secrets, Lies and a Chunk of Change»         | 31 de octubre de 2024   | 0.5/6      | 6.19                 | 0.2         | 1.56                     | 0.6           | 7.76                       | [ 7 ]  |
| 4   | «Todd's Mom»                                  | 7 de noviembre de 2024  | 0.4/5      | 6.15                 | 0.2         | 1.67                     | 0.6           | 7.83                       | [ 8 ]  |
| 5   | «Thanksgiving»                                | 14 de noviembre de 2024 | 0.5/5      | 6.39                 | 0.2         | 1.81                     | 0.7           | 8.20                       | [ 9 ]  |
| 6   | «A Regular Samaritan»                         | 5 de diciembre de 2024  | 0.4/5      | 6.18                 | 0.1         | 1.54                     | 0.6           | 7.72                       | [ 10 ] |
| 7   | «An Old Mustang»                              | 12 de diciembre de 2024 | 0.4/5      | 6.51                 | 0.1         | 1.48                     | 0.5           | 7.99                       | [ 11 ] |
| 8   | «Diet Crap»                                   | 30 de enero de 2025     | 0.4/6      | 6.38                 | 0.2         | 1.70                     | 0.6           | 8.08                       | [ 12 ] |
| 9   | «A Tire Convention and the Moral High Ground» | 6 de febrero de 2025    | 0.5/6      | 6.59                 | 0.1         | 1.55                     | 0.6           | 8.14                       | [ 13 ] |
| 10  | «A House Divided»                             | 13 de febrero de 2025   | 0.4/6      | 6.49                 | 0.2         | 1.55                     | 0.6           | 8.05                       | [ 14 ] |
| 11  | «Working for the Enemy»                       | 20 de febrero de 2025   | 0.5/5      | 6.57                 | 0.2         | 1.61                     | 0.6           | 8.19                       | [ 15 ] |
| 12  | «Typhoid Georgie»                             | 27 de febrero de 2025   | 0.5/7      | 6.46                 | 0.2         | 1.68                     | 0.6           | 8.14                       | [ 16 ] |
| 13  | «McAllister Auto Loves the Ladies»            | 6 de marzo de 2025      | 0.5/8      | 6.91                 | 0.2         | 1.55                     | 0.7           | 8.47                       | [ 17 ] |
| 14  | «A Sportsbook and a Breakup»                  | 13 de marzo de 2025     | 0.5/7      | 6.27                 | 0.1         | 1.51                     | 0.6           | 7.78                       | [ 18 ] |
| 15  | «Goddess of the Music Store»                  | 3 de abril de 2025      | 0.4/6      | 5.93                 | —           | —                        | —             | —                          | [ 19 ] |
| 16  | «Baby Fight»                                  | 10 de abril de 2025     | 0.4/5      | 5.98                 | —           | —                        | —             | —                          | [ 20 ] |
| 17  | «Two Idiots on a Dirt Bike»                   | 17 de abril de 2025     | 0.5/8      | 5.80                 | —           | —                        | —             | —                          | [ 21 ] |
| 18  | «TV Money»                                    | 24 de abril de 2025     | 0.4/5      | 5.93                 | —           | —                        | —             | —                          | [ 22 ] |
| 19  | «Snitch v. Deadbeat»                          | 1 de mayo de 2025       | 0.4/6      | 5.63                 | —           | —                        | —             | —                          | [ 23 ] |
| 20  | «Ladies Love Brunch»                          | 8 de mayo de 2025       | 0.4/6      | 5.64                 | —           | —                        | —             | —                          | [ 24 ] |
| 21  | «Guilt Boots»                                 | 15 de mayo de 2025      | 0.4/6      | 5.62                 | —           | —                        | —             | —                          | [ 25 ] |
| 22  | «Big Decisions»                               | 15 de mayo de 2025      | 0.4/6      | 6.00                 | —           | —                        | —             | —                          | [ 25 ] |